# Tokyo International Anime Fair
De Tokyo International Anime Fair (東京国際アニメフェア, Tōkyō kokusai anime fea) ook wel bekend als de Tokyo International Animation Fair (TAF) is een van de grootste animebeurzen ter wereld en wordt gehouden in Japan. Het eerste evenement werd gehouden in 2002 als "Tokyo International Anime Fair 21". Het evenement wordt gehouden in de Tokyo Big Sight, eind maart. Meestal zijn de eerste één of twee dagen van het evenement normale weekdagen en alleen toegankelijk voor leden van de industrie en de pers. De laatste twee dagen vallen dan in het weekend en zijn voor het publiek.
Behalve dat de TAF een internationale beurs is, heeft de TAF ook evenementen zoals zakelijke symposia en andere gerelateerde evenementen. Ook wordt op de TAF de Tokyo Anime Award uitgereikt voor binnenlandse en buitenlandse producties en producenten in de naam van het evenement. Het evenement wordt ondersteund door de overheid van Japan, zoals de Tokio Metropool Overheid, het Ministerie van Economie en het Kabinet Secretariaat. De Associatie van Japanse Animatie, gefinancierd door de Metropolitaanse Overheid van Tokio, ondersteunt het evenement sinds 2002. De voorzitter van het evenement is de gouverneur van Tokio, Shintaro Ishihara, een van de machtigste politicus van Japan in die tijd, die veel heeft bijgedragen aan het ontstaan en de promotie van het evenement. Daardoor, ondanks dat het evenement een korte geschiedenis heeft, worden de prijzen die uitgereikt worden erkend door de industrie.

## Geschiedenis van het Evenement
| Datum                 | Bezoekers   | Exposities  | Locatie                |
| --------------------- | ----------- | ----------- | ---------------------- |
| 15-17 februari 2002   | 50.163      | 104         | Tokyo Big Sight, Tokio |
| 19-22 maart 2003      | 64.698      | 138         | Tokyo Big Sight, Tokio |
| 25-28 maart 2004      | 72.773      | 166         | Tokyo Big Sight, Tokio |
| 31 maart-3 april 2005 | 83.966      | 197         | Tokyo Big Sight, Tokio |
| 23-26 maart 2006      | 98.984      | 256         | Tokyo Big Sight, Tokio |
| 22-25 maart 2007      | 107.713     | 270         | Tokyo Big Sight, Tokio |
| 27-30 maart 2008      | 126.622     | 289         | Tokyo Big Sight, Tokio |
| 18-21 maart 2009      | 129.819     | 255         | Tokyo Big Sight, Tokio |
| 25-28 maart 2010      | 132.492     | 231         | Tokyo Big Sight, Tokio |
| 2011                  | Geannuleerd | Geannuleerd | Geannuleerd            |

## 2011 Boycot
In december 2010 maakte een groep van tien grote manga-uitgevers, bekend als de Comic 10 Society (コミック10社会, Comikku 10 Shakai), bekend dat zij van plan waren om het evenement in 2011 te boycotten. De boycot was in protest tegen de revisies aan de Tokio Jongeren Ontwikkeling Verordening die de regulatie van manga en anime verkoop aan jongeren onder de 18 jaar verhoogd. Dit werd gezien als een opzettelijke stomp van Gouverneur Ishihara, die nauw geassocieerd wordt met zowel de TAF als de veranderingen in de wet. De Japanse minister-president Naoto Kan sprak zijn zorgen uit over de effecten van de boycot en drong er bij de betrokken partijen op aan samen te werken aan een oplossing voor de situatie.

## 2011 Annulering
Door de verwoestende aardbeving en tsunami die op 11 maart 2011 op de noordoostkust van Japan insloeg, werd er vijf dagen later besloten dat het evenement in 2011 zou worden geannuleerd. In aanvulling daarop had de Tokyo Big Sight, waar het evenement elk jaar wordt gehouden, niet nader gespecificeerde schade opgelopen tijdens de aardbeving in de Tokio regio.